# پاولا فان در اوست
پاولا فان در اوست (هلندی: Paula van der Oest؛ زادهٔ ۱۹۶۵) یک کارگردان فیلم، فیلم‌نامه‌نویس اهل هلند است.
وی کارگردان فیلم‌هایی همچون پروانه‌های سیاه و مهتاب بوده است.